# Hersilia longbottomi
Hersilia longbottomi là một loài nhện trong họ Hersiliidae.
Loài này thuộc chi Hersilia. Hersilia longbottomi được miêu tả năm 1998 bởi Martin Baehr & Barbara Baehr.